# Tregua di Malestroit

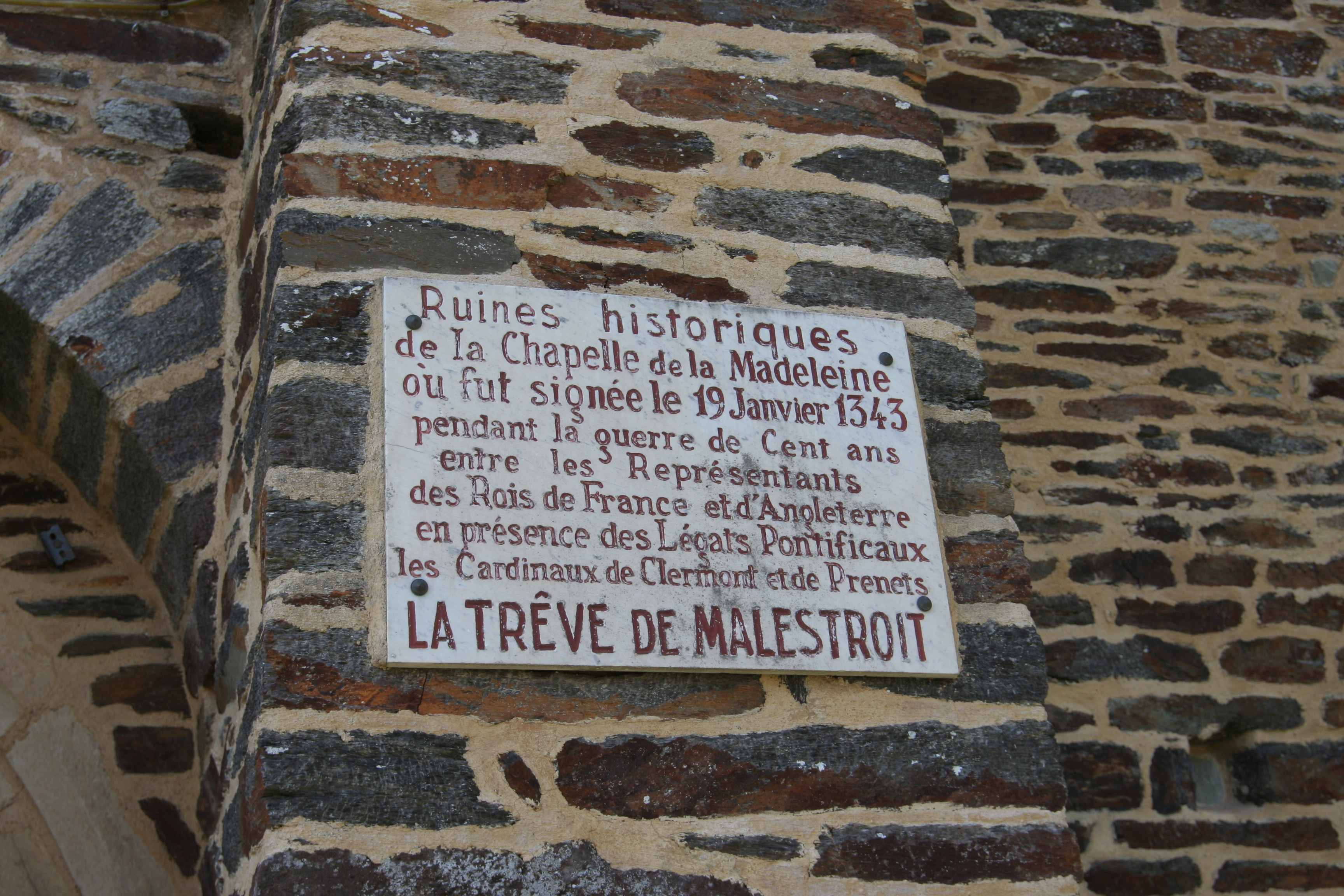
Targa commemorativa sulle rovine della Cappella di La Madeleine, con su scritto:
"Rovine storica della cappella di Maddalena, dove fu firmata il 19 gennaio 1343 durante la guerra dei cent'anni da rappresentanti dei regni inglesi e francesi, la tregua di Malestroit, in presenza dei legati papali, i cardinali di Clermont e di Prenets."

La tregua di Malestroit fu firmata il 19 gennaio 1343 tra Edoardo III d'Inghilterra e Filippo VI di Francia, nella cappella di La Madeleine a Malestroit. Dopo aver firmato la tregua, il sovrano inglese e le sue truppe lasciarono la Bretagna per tornare in Inghilterra.
La tregua, programmata per durare solo fino al 29 settembre, era di breve termine; a febbraio Edoardo III ordinò i preparativi per l'imbarco di forze militari da Portsmouth. A quel punto il re francese, Filippo VI, pose fine alla tregua, giustiziando senza processo (e nonostante precedenti accordi) Olivier IV de Clisson a Parigi il 2 agosto, e poi il 29 novembre quattordici lord bretoni: Geoffroi de Malestroit, Jean de Montauban, Alain de Quédillac, Denis du Plessis, Guillaume II des Brieux e i suoi fratelli Jean e Olivier, e altri. Furono tutti sostenitori di Giovanni IV di Bretagna. Nonostante ciò, le ostilità non ricominciarono ufficialmente fino al 1345; furono perseguite fino al 1362.